# Chrysolina herbacea
Chrysolina herbacea é uma espécie de artrópode pertencente à família Chrysomelidae.